# Eumorphobotys
Eumorphobotys is een geslacht van vlinders van de familie grasmotten (Crambidae), uit de onderfamilie Pyraustinae.

## Soorten
- E. eumorphalis Caradja, 1925
- E. obscuralis Caradja, 1925